# Claes-Göran Westrin
Claes Göran Anders Westrin, född 10 mars 1929 i Örebro, död 23 maj 2021 i Uppsala, var en svensk läkare. 
Westrin blev medicine licentiat vid Lunds universitet 1956, medicine doktor vid Göteborgs universitet 1970 och docent där 1971. Han var provinsialläkare i Vindeln 1956–1960, läkare i invärtesmedicin, neurologi, psykiatri och socialmedicin 1960–1970, överläkare i psykiatri i Skövde 1971–1981, professor i socialmedicin vid Uppsala universitet och överläkare vid socialmedicinska avdelningen vid Akademiska sjukhuset i Uppsala från 1981. 
Westrin var redaktör för Socialmedicinsk tidskrift 1968–1999, ordförande i Svenska psykiatriska föreningen 1975–1979, i Socialstyrelsens vetenskapliga råd från 1981, ledamot av Svenska läkaresällskapets nämnd från 1987, Medicinska forskningsrådet från 1987 (vice ordförande 1989–1992), delegationen för social forskning 1987–1990, Vetenskapssamhället i Uppsala från 1984, styrelseledamot i Forskningsrådsnämnden från 1989 och ledamot av Vetenskapssocieteten i Uppsala från 1991. Han har författat skrifter i psykiatri och socialmedicin. Westrin är begravd på Vitaby kyrkogård.